# Commercial and Government Entity
Der Commercial-and-Government-Entity-Code (CAGE) ist ein weltweit eindeutiger Schlüssel, der im zivilen und militärischen Bereich verwendet wird um Hersteller und Zulieferer zu identifizieren.
Der CAGE-Code geht auf den Federal Supply Code for Manufacturers (FSCM) zurück, ein US-amerikanisches Kurzzeichen für einen Hersteller oder Reparaturbetrieb in der Luftfahrt. Beispielsweise hat Boeing den FSCM 81205.